# Derfel Gadarn
Derfel, también conocido como San Derfel o Derfel Gadarn ([c]adarn: "poderoso, valiente, fuerte", c. 566 - 6 de abril de 660), fue un monje cristiano celta del siglo VI venerado como un santo en Gales. Según la leyenda local galesa, Derfel fue un guerrero cortesano del rey Arturo.

## Familia
La tradición medieval galesa lo vincula a Hoel, un legendario rey britano de Bretaña. En la última versión del tratado genealógico Bonned y Saint se lo presenta como uno de los hijos de Hoel. La tradición galesa también lo relaciona a los santos Tudwal y Armel (ambos hijos célebres de Hoel), así como a Cadfán, siendo este último un primo suyo.

## Vida
Derfel habría nacido alrededor del año 566. La crónica se refiere a él como uno de los únicos siete guerreros de Arturo que lograron sobrevivir a la batalla de Camlann. Tres de los otros seis supervivientes también habrían sido canonizados. Mientras que otros sobrevivieron gracias a la buena suerte, Derfel lo consiguió por el "mérito de su fuerza".
Según la lírica medieval galesa, Derfel tuvo fama de ser un destacado guerrero. Tudur Penllyn escribió: 
Derfel mewn rhyfel, gwnai'i wayw'n rhyfedd, Darrisg dur yw'r wisg, dewr yw'r osgedd.
("Derfel en guerra, empuñaba la lanza con destreza, de acero es su prenda, valiente es la apariencia.")
De acuerdo con Lewys Glyn Cothi:
"Cuando en Camlann los hombres peleaban y las huestes eran asesinadas, Derfel partía el acero en dos con sus armas".
Derfel habría seguido el oficio religioso tras su éxito en Calmann. Luego de una breve etapa como ermitaño, se cree que ingresó en el monasterio de Llantwit. También se lo asoció a Llandderfel en Gwynedd, localidad galesa que habría fundado. Asimismo, habría sido abad de Ynys Enlli, isla Bardsey, sucediendo a su primo San Cadfán. Según la crónica, Derfel falleció por causas naturales el 6 de abril de 660.

## Veneración
La festividad religiosa de Derfel tiene lugar cada 5 de abril.
Derfel fue venerado durante siglos en las iglesias de Llanfihangel Llantarnam, que se adjudicaron una de sus reliquias, y en Llandderfel, donde se había tallado una figura de madera para su culto. Fue objeto de peregrinación en estos lugares. En la iconografía medieval se lo representa como un jinete envuelto en una armadura y no como un religioso convencional. La figura de madera de Llandderfel fue requisada y desmantelada por orden de Thomas Cromwell durante la Reforma anglicana y utilizada para quemar vivo a un sacerdote católico, John Forest, en el distrito londinense de Smithfield. Este hecho se interpretó como el cumplimiento de una profecía que vaticinaba que la figura haría arder a un bosque (en inglés, "forest"). Parte de la figura aún se conserva en Llandderfel.

## En la ficción
Derfel Cadarn es uno de los protagonistas de la trilogía de ficción histórica The Warlord Chronicles de Bernard Cornwell, la cual se centra en la vida del rey Arturo en la Alta Edad Media de Bretaña.